# آلانتوين
آلانتوين  أو الأنتيون هو مركب كيميائي الصيغة الكيميائية له C4H6N4O3. يطلق عليه أيضاً 5-أوريدوهيدانتوان أو غليوكسيلديوريد. ألانتوين هو وسيط رئيسي في عمليات الأيض في معظم الكائنات الحية بما في ذلك الحيوانات والنباتات والبكتيريا. يتم إنتاجه من حمض اليوريك، الذي ينتج عن انحلال القواعد النيتروجينية بواسطة انزيم اليوريكاز أو أوكسيداز اليورات.

## التاريخ
تم عزل آلانتوين لأول مرة في عام 1800 من قبل الطبيب الإيطالي ميشيل فرانشيسكو بونيفا (1761-1834) والكيميائي الفرنسي لويس نيكولاس فاوكيلين، الذي اعتقد خطئاً أنه موجود في السائل الذي يحيط بالجنين. في عام 1821 وجده الكيميائي الفرنسي جان لويس لاسايغن في السائل الموجود في السقاء. أما العالمان الألمانيان، فريدريش وولر وجوستوس ليبيغ، قاما بتوليفه من حمض اليوريك وأعيد تسميتهما «ألانتوين».

## في الحيوانات
تم تسميته نسبة إلى السقاء وهو عبارة عن عضو إخراج جنيني في السلويات، وهو نتاج أكسدة حمض اليوريك عن طريق هدم البيورين. بعد الولادة، تكون هي الوسيلة السائدة التي عن طريقها يتم إخراج الفضلات النيتروجينية في بول هذه الحيوانات.
في البشر والقردة العليا، المسار الأيضي لتحويل حمض اليوريك إلى آلانتوين غير موجود، وبالتالي يتم إفراز حمض اليوريك.
يتم أحياناً استخدام الرسبروكاز، وهو النسخة معادة التركيب من انزيم أوكسيداز اليورات، كدواء لتحفيز هذا التحول الأيضي في بعض المرضى.

## في البكتيريا
في البكتيريا، تستخدم البيورينات ومشتقاتها كمصدر ثانوي للنيتروجين في ظل الظروف الغذائية المحدودة. ينتج عن انحلالها الأمونيا، والتي يمكن استخدامها كمصدر للنيتروجين، على سبيل المثال، باسيلوس سوبتيليس قادرة على استخدام آلانتوين كمصدر النيتروجين الوحيد.

## التطبيقات
يوجد آلانتوين في المستخلصات النباتية من نبات المعمر وفي بول معظم الثدييات. كتل الألانتوين المصنعة كيميائياً تماثل الألانتوين الطبيعي كيميائياً في كونه آمن، غير سام، متوافق مع مواد التجميل الخام، ومطابق لمواصفات مجلس منتجات العناية الشخصية الأمريكي. أكثر من 10000 براءة اختراع أشير فيها إلى الألانتوين.

### مستحضرات التجميل ولوازم الاستحمام
يستشهد المصنعون بعدة تأثيرات مفيدة للالانتوين كعنصر فعال في مستحضرات التجميل التي لا تحتاج إلى وصفة طبية، لما لها من تأثير ترطيبي، زيادة المحتوى المائي في الأنسجة خارج الخلية وتحسين توسُّف الطبقات العليا من خلايا الجلد الميتة، وزيادة نعومة الجلد، تعزيز انتشار الخلايا والتئام الجروح، ولما له من تأثير تلطيفي، مضاد للتهيج ووقائي للجلد عن طريق تكوين مركبات مع العوامل المهيجة والمسببة للحساسية.
أظهرت دراسة نُشرت عام 2009، أنه تم علاج الحكة الطفيفة إلى المتوسطة في التهاب الجلد التأتبي عن طريق استعمال عوامل موضعية لا ستيرويدية تحتوي على الألانتوين.

### المستحضرات الدوائية
يوجد آلانتوين غالباً في معجون الأسنان، وغسول الفم، وغيرها من منتجات صحة الفم، في الشامبو، أحمر الشفاه، منتجات مكافحة حب الشباب، كريمات واقي الشمس، مرطبات التنقية والعديد من مستحضرات التجميل والكريمات المختلفة، وغيرها من المستحضرات الصيدلانية.

### كعلامة حيوية للإجهاد التأكسدي
منذ أن حمض اليوريك هو المنتج النهائي عن أيض البيورينات في البشر، وبالتالي فإن العمليات غير الإنزيمية مع أنواع الأكسجين التفاعلية هي التي فقط ستنتج آلانتوين، وبالتالي يعتبر علامة بيولوجية مناسبة لقياس الإجهاد التأكسدي في الأمراض المزمنة والهرم أو التشيخ.